# توهوکو بنک
توهوکو بنک (انگلیسی: Tohoku Bank) شرکت خدمات مالی و بانکداری ژاپنی است، که در سال ۱۹۵۰ تأسیس شد.